# 힐리스

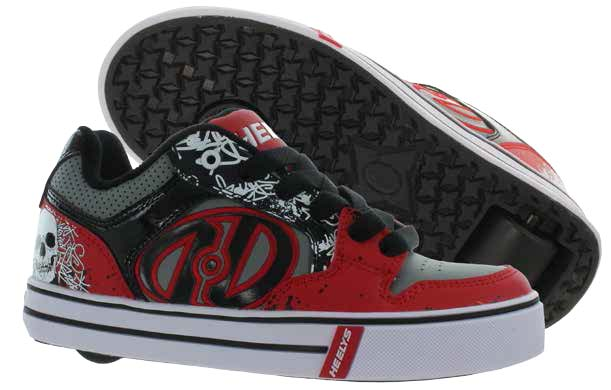
한 짝의 힐리스

힐리스(Heelys)는 인라인 스케이트처럼 양쪽 밑창에 바퀴가 달려 있는 운동화이다. 이름은 발뒤꿈치를 뜻하는 영어 단어(heel)에서 유래되었다.
1998년 미국의 사업가인 로저 애덤스(Roger Adams)가 고안하였으며, 현재는 힐리스 사에서 생산하고 있다.

## 특징
힐리스에 달린 바퀴는 탈부착이 가능하며, 평소에는 일반적인 운동화로 걷다가 사용자가 원할 때 바퀴 달린 운동화의 기능을 쓸 수 있다. 하지만 뒤로 넘어질 위험이 있다.

## 대한민국에서의 힐리스
대한민국에서는 2003년에 가수 세븐이 힐리스를 신고 공연하면서 큰 인기를 얻었다. 하지만, 사고 위험이 있다는 지적으로 인기는 오래가지 못했다.

## 같이 보기
- 인라인 스케이트
- 롤러스케이트
- 스케이트보드 (장비)